# USS Broome (DD-210)
USS Broome (DD-210/AG-96) là một tàu khu trục lớp Clemson được Hải quân Hoa Kỳ chế tạo vào cuối Chiến tranh Thế giới thứ nhất, và vẫn tiếp tục phục vụ trong Chiến tranh Thế giới thứ Hai cho đến khi được xốp lại lớp như một tàu phụ trợ AG-96 năm 1945 và ngừng hoạt động năm 1946. Nó là chiếc tàu chiến duy nhất của Hải quân Hoa Kỳ được đặt tên theo Trung tá Thủy quân Lục chiến John L. Broome.

## Thiết kế và chế tạo
Broome được đặt lườn vào ngày 8 tháng 10 năm 1918 tại xưởng tàu của hãng William Cramp and Sons ở Philadelphia. Nó được hạ thủy vào ngày 14 tháng 5 năm 1919, được đỡ đầu bởi cô Mary Josephine Heyworth Broome, cháu của Trung tá Broome; và được đưa ra hoạt động vào ngày 31 tháng 10 năm 1919 dưới quyền chỉ huy của Hạm trưởng, Trung tá Hải quân C. M. Austin.

## Lịch sử hoạt động
Broome rời Xưởng hải quân New York vào tháng 5 năm 1920 để đi làm nhiệm vụ tại vùng biển Châu Âu. Nó đi lại giữa các cảng Anh Quốc và Pháp, cũng như tại khu vực biển Baltic và Địa Trung Hải. Đến cuối năm, nó được điều sang Hạm đội Á Châu; và sau khi phục vụ hai năm tại Viễn Đông, nó quay trở về Hoa Kỳ và được cho xuất biên chế tại San Diego, California vào ngày 30 tháng 12 năm 1922.
Broome được cho nhập biên chế trở lại vào ngày 5 tháng 2 năm 1930, và sau đó đó phục vụ tích cực cùng hạm đội tại Thái Bình Dương cho đến năm 1939, ngoại trừ một giai đoạn với biên chế giảm thiểu vào năm 1934. Vào tháng 5 năm 1939, nó đi đến Xưởng hải quân Norfolk và bắt đầu làm nhiệm vụ tại khu vực Đại Tây Dương. Vào năm 1941, nó được phân về Đội khu trục 63 thuộc Lực lượng Tuần tra, và tiến hành các hoạt động Tuần tra Trung lập tại vùng bờ biển Đại Tây Dương. Sau đó, nó phục vụ như tàu hộ tống vận tải giữa Iceland và Hoa Kỳ.
Từ tháng 1 năm 1942 đến tháng 5 năm 1945, Broome làm nhiệm vụ hộ tống vận tải, tuần tra và huấn luyện dọc theo bờ Đông và các vùng biển Iceland, Canada và biển Caribe. Ngoài ra nó còn hộ tống nhiều đoàn tàu vượt đại dương sang Bắc Phi và Anh Quốc. Vào ngày 4 tháng 5 năm 1945, nó đi đến Xưởng hải quân Charleston để đại tu, và đến ngày 23 tháng 5, nó được xếp lại lớp như một tàu phụ trợ với ký hiệu lườn AG-96. Vào ngày 10 tháng 6 năm 1945, nó được điều động sang Bộ chỉ huy Huấn luyện Chiến thuật trực thuộc Hạm đội Đại Tây Dương và đi đến vịnh Guantánamo, Cuba, nơi nó phục vụ cho đến tháng 12 năm 1945. Vào ngày 10 tháng 12, nó đi đến Philadelphia để chuẩn bị ngừng hoạt động. Broome được cho xuất biên chế vào ngày 20 tháng 5 năm 1946 và bị bán để tháo dỡ vào ngày 20 tháng 11 năm 1946.